# Mancur Olson
Pour les articles homonymes, voir Olson.
Mancur Olson, né le 22 janvier 1932 à Grand Forks (Dakota du Nord) et décédé le 19 février 1998, est un économiste américain, contributeur à la théorie des choix publics (public choice). Il est connu principalement pour ses deux ouvrages Logique de l'action collective (1965) et The Rise and Decline of Nations (1982).

## Formation et expérience
- 1950-1954 : Bachelor of Science au North Dakota Agricultural College
- 1954-1956 : Bachelor of Arts en sciences économiques à l'University College d'Oxford
- 1956-1960 : Master of Arts en sciences économiques à l'University College d'Oxford
- 1960-1963 : Doctorat en sciences économiques à l'université Harvard, sous la direction d'Edward Chamberlain (1960-1962) puis Thomas C. Schelling (1962-1963)
- 1960-1961 : chargé d'enseignement en économie à l'université de Princeton
- 1961-1963 : membre du corps enseignant du département d'économie de l'Air Force Academy dans le cadre de son service militaire[2]
- 1963-1967 : professeur assistant à l'université de Princeton
- 1963-1967: associate Professor au Center of International Studies de l'université de Princeton
- 1969-1970 : professeur assistant à l'université du Maryland
- 1970-1977 : professeur d'économie à l'université du Maryland
- 1977-1998 : Distinguished Professor d'économie à l'université du Maryland

Fonctions administratives diverses :
- 1967-1969 : secrétaire adjoint de Bill Gorham au département de la Santé, de l'Éducation et des Services sociaux des États-Unis[3]

- 1978-1980 : membre du comité exécutif de la Southern Economic Association
- 1980-1981 : président-élu de la Southern Economic Association
- 1981-1982 : président de la Southern Economic Association

Il a également été président de la Public Choice Society et de la section des sciences sociales, économiques et politiques de l'American Association for the Advancement of Science, et vice-président de l'American Economic Association.
Il fonde en 1990 le Center for Institutional Reform and the Informal Sector (IRIS) à l'université du Maryland, dans le but affiché d'« élargir les connaissances sur les institutions dans le développement économique par la recherche et soutenir les efforts de réforme dans le tiers monde et dans les pays en transition vers l'économie de marché ».

## Logique de l'action collective(1965)
Dans son ouvrage adapté de sa thèse de doctorat, Mancur Olson adopte l'individualisme méthodologique pour approfondir de manière critique le fonctionnement des groupes et des organisations de cherchant à se procurer un bien public.
Il pointe notamment des situations où les individus membres d'un groupe/organisation peuvent adopter un comportement singulier, motivé par des considérations personnelles qui l'emportent sur la volonté de collaborer en vue de l'intérêt commun des membres du groupe/organisation.
Il construit pour les besoins de sa démonstration une taxinomie des groupes et met en relief une catégorie, les « groupes latents », objets principaux de son étude : 
- Ces groupes sont composés d'un grand nombre d'individus
- Pour chaque individu appartenant au groupe, toute action collective suppose un coût (engagement, prise de risque, perte de temps, argent investi…) et peut procurer des bénéfices ou avantages obtenus par l'action collective (protection sociale, augmentation de salaire, emploi…).
- Or, les membres d'un groupe, du fait de leur rationalité, ont tendance à profiter du bénéfice d'une action collective en cherchant à payer le coût minimum, voire à échapper au coût de cette action.
- Plus grand est le groupe et plus cette tendance est effective.

Mancur Olson énonce alors cette hypothèse (nommée paradoxe d'Olson ultérieurement) :

« Les grands groupes peuvent rester inorganisés et ne jamais passer à l'action même si un consensus sur les objectifs et les moyens existe. »

Par conséquent, plus le nombre de membres constituant un groupe est élevé, plus la probabilité qu’il passe à l’acte est faible car la contribution marginale d’un membre à la réussite du groupe est décroissante :

« Comme les groupes relativement petits sont fréquemment capables de s’organiser sur la base du volontariat et d’agir en conformité avec leurs intérêts communs et que les grands groupes ne sont pas dans l’ensemble en mesure d’y parvenir, l’issue du combat politique qui oppose les groupes rivaux n’est pas symétrique… Les groupes les plus petits réussissent souvent à battre les plus grands qui, dans une démocratie, seraient naturellement censés l’emporter. »

— Olson 1978
Cette théorie fait penser à la dilution de la responsabilité et à l'effet Kitty Genovese.

### Exemple d'application
Une illustration du dilemme du prisonnier fournit un exemple.
Soient deux personnes, A et B, qui se cotisent pour faire construire une piscine.
Si un ne paie pas, la piscine sera petite. Si aucun ne paie, le constructeur refusera de faire la piscine.
Chaque individu va alors chercher, en tenant compte des actions possibles de l'autre individu, l'action qui lui rapportera le plus d'utilité : 
- Si A paie, B a intérêt à ne pas payer (pour profiter de la piscine à moindre coût).
- Si A ne paie pas, B a également intérêt à ne pas payer (pour ne pas supporter la totalité des coûts de la construction de la piscine).
- A va tenir le même raisonnement. Ainsi, A et B vont parvenir à la même conclusion : ils ont tous les 2 intérêt à ne pas payer.
- Par conséquent, la piscine ne sera pas construite.

### Solutions au problème posé
Il est nécessaire de mettre en place des actions contraignantes ou coercitives pour permettre la réalisation ou la préservation d'une organisation. Cette théorie, fondée sur la logique d'un acteur rationnel permet de comprendre et d'expliquer une absence de mobilisation ou de résistance ; elle est beaucoup moins pertinente pour analyser le phénomène inverse quand les normes les valeurs prennent une part essentielle.
Selon Olson, il existe un « groupe privilégié », c’est-à-dire un groupe qui a un mécène afin de porter l'action collective à son terme (à la différence des autres groupes où l'exécution de l'action n'est pas certaine). Ainsi, dans sa logique, seul le Mécène paiera et tous les autres membres seront passagers clandestins (free rider).
|                                           | Paie      | Ne Paie pas |
| Paie (A)                                  | (10 / 10) | (-10 / 15)  |
| Ne paie pas (A)                           | (15 / 5)  | (0 / 0)     |
| NB : à la verticale, se trouve l'agent A. |           |             |

Le mécène perd 10 d'utilité, car s'il ne réalise pas ce projet, il perdra énormément (pas de publicité dans le cas d'une entreprise, pas de satisfaction personnelle etc.). Néanmoins, nous pouvons laisser ce chiffre à -2, cette modification est juste pour la vraisemblance de l'exemple.
Pour le (15 / 5), le mécène a quand même 5 de satisfaction, car il a sa publicité, ou encore sa simple satisfaction personnelle (réalisation d'un projet, aide d'une communauté…), même s'il a tout payé…
C'est ce qu'Olson appelle l'exploitation de la minorité (ici le mécène) par la majorité.
La solution du jeu est donc (15/5) : sanctionner le non-paiement.
|                                           | Paie      | Ne paie pas |
| Paie (A)                                  | (10 / 10) | (-2 / 5)    |
| Ne paie pas (A)                           | (5 / -2)  | (0 / 0)     |
| NB : à la verticale, se trouve l'agent A. |           |             |

L'agent, lorsqu'il ne paie pas, n'a que 5 d'utilité (lorsque l'autre paie). La sanction peut être sociale, pécuniaire etc.
Ainsi, la solution par stratégie dominante est (10/10).
La notion d'intérêt sélectif (en anglais selective incentive) signifie que le groupe peut s'assurer la participation des membres en proposant des avantages individualisés, ce qui permet de contourner le problème de passager clandestin provenant essentiellement du caractère collectif des bénéfices. Par exemple, en plus de se battre pour une augmentation générale des conditions et salaires, les organisations syndicales proposent des gardes d'enfants (incitation selective car bénéfice individualisé) pour leurs membres.
Les payeurs auront le bien moins cher et/ou de meilleure qualité car il y aura un achat en commun (rappelons qu'en logique économique, tous les groupes sont en rendements d'échelle croissant, donc gain marginaux à chaque augmentation de la production).
|                                           | Paie      | Ne paie pas |
| Paie (A)                                  | (16 / 16) | (4 / 15)    |
| Ne paie pas (A)                           | (15 / 4)  | (0 / 0)     |
| NB : à la verticale, se trouve l'agent A. |           |             |

La solution, toujours en stratégie dominante, est (16/16). Pour notre exemple, la piscine sera plus grande si les 2 cotisent. Donc ils auront plus de satisfaction en payant à tous les coups pour avoir une belle piscine que d'avoir une petite piscine, même si un seul l'a payée.

## Sources